# Gingin
Gingin is een plaats in de regio Wheatbelt in West-Australië. Het ligt langs de Brand Highway, 67 kilometer ten noordnoordoosten van Perth en 65 kilometer ten zuidoosten van Lancelin. In 2021 telde Gingin 902 inwoners tegenover 531 in 2006.

## Geschiedenis
De eerste Europeaan die de streek verkende was George Fletcher Moore in 1836. Hij vermeldde het Aborigineswoord "Jinjin" op zijn kaarten. De betekenis van het woord is onzeker maar men denkt dat het "voetafdruk" of "plaats van de vele stromen" betekent. William Locke Brockman ontwikkelde in 1841 de eerste eigendom in de streek en noemde haar Ginginstation. In 1848 werd de belangrijkste stroom in de streek Gingin Brook genoemd.
Tegen 1853 werd een plaats afgespannen aan de Ginginbeek zodat de paarden van de kolonisten die van Perth naar Geraldton reisden er konden rusten. Vanaf 1855 kreeg de afspanning een politieagent toegewezen en werd ze de "Police Paddock" genoemd. In 1859 werd er een brug over de Ginginbeek gebouwd. St Luke's Anglican Church werd in 1860 gebouwd. Het kerkje ging open op 23 februari 1861 en kreeg een jaar later een klok. In de jaren 1860-70 diende het kerkje ook als school. In het jaar 1870 werden de Wesleyan Church en een politiekantoor gebouwd. Het politiekantoor deed dienst tot de jaren 1960 maar werd dan afgebroken en vervangen.
In 1869 werd een dorp gesticht op 3,5 kilometer van Gingin, Granville, maar de plaatselijke kolonisten wilden er niet van weten omdat het er te moerassig was en te ver weg van de brug en de kerk. Gouverneur Weld gaf uiteindelijk toe en op 12 december 1871 werd een dorp aan de "Police Paddock" gesticht, Gingin. In 1886 werd Gingin met Perth verbonden door een telegraaflijn en kreeg het een post- en telegraafkantoor.

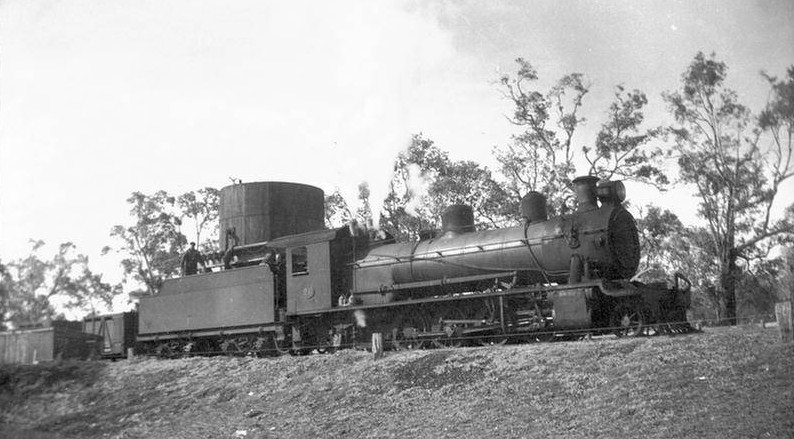
Stoomloc vult water bij Gingin in 1943

In 1891 bereikte de spoorweg tussen Midland en Walkaway Gingin. Een jaar later werd er een spoorwegstation gebouwd. In plaats van twee dagen duurde de reis van of naar Perth nog twee uur. Er reden passagierstreinen tot 1971. De enige treinen die tegenwoordig langsrijden zijn kolentreinen van Collie naar Geraldton en de Hotham Valley Tourist treinen uit Dwellingup.
In 1893 werd de Gingin Road Board gesticht en nam de administratieve bevoegdheden voor de streek over van de Swan Road Board. In 1902 werd het Gingin Hotel tegenover het spoorwegstation gebouwd. Het is nog steeds in bedrijf. In 1911 werd begonnen met de constructie van een gebouw voor de Gingin Road Board. Het opende in 1912 en bleef in dienst tot 1968. Tegenwoordig doet het dienst als kleuterschool en Rode Kruiscentrum.
In de jaren 1960 werd een luchthaven van de Royal Australian Air Force nabij Gingin gevestigd. In een studie naar een locatie voor een tweede luchthaven voor Perth werd Gingin opgenomen maar weerhouden.

## Economie
De streek rond Gingin is geschikt voor landbouw en veeteelt door zijn mild klimaat en watervoorraden. Er worden appelsienen, olijven, mango's, granen en runderen geteeld. De Ozblu blauwe bessen hebben hun oorsprong in Gingin en worden in de hele wereld geteeld en gegeten.
In het Australian International Gravitational Observatory (AIGO) wordt onderzoek gedaan naar zwaartekrachtgolven. In 2006 werd de Zadko-telescoop toegevoegd aan het AIGO. De telescoop dient om potentieel gevaarlijke planetoïden op te sporen. In 2017 hielp de telescoop bij het observeren van een botsing tussen twee neutronensterren.

## Bezienswaardigheden
- De VVV is ondergebracht in het Historical Gingin Railway Station.
- Het Pioneer Pavilion en de Jim Gordon VC Trail liggen in een recreatieve zone langs de Ginginbeek.
- Het Granville Park ligt in het centrum van Gingin en bevat een replica van een waterrad van een meelmolen uit 1855.
- Het Gravity Discovery Centre and Observatory is een educatief centrum gelegen naast de AIGO.[13][6]

## Transport
Gingin ligt langs de Brand Highway.
Er ligt een klein militair vliegveld van de Royal Australian Air Force nabij Gingin: RAAF Gingin Airport (ICAO: YGIG).

## Klimaat
Gingin kent een warm mediterraan klimaat, Csa volgens de klimaatclassificatie van Köppen. De  jaarlijkse gemiddelde temperatuur bedraagt er 18,3 °C en er valt jaarlijks gemiddeld 694 mm neerslag.
| Maand                                  | jan  | feb  | mrt  | apr  | mei  | jun   | jul   | aug   | sep  | okt  | nov  | dec  | Jaar  |
| -------------------------------------- | ---- | ---- | ---- | ---- | ---- | ----- | ----- | ----- | ---- | ---- | ---- | ---- | ----- |
| Gemiddeld maximum (°C)                 | 33,1 | 33,1 | 30,7 | 26,7 | 22,8 | 19,6  | 18,3  | 19,1  | 20,6 | 24,3 | 28,1 | 30,6 | 25,6  |
| Gemiddeld minimum (°C)                 | 16,5 | 17,0 | 15,3 | 12,1 | 9,1  | 7,2   | 6,4   | 6,6   | 7,4  | 9,3  | 12,0 | 14,3 | 11,1  |
|                                        |      |      |      |      |      |       |       |       |      |      |      |      |       |
| Neerslag (mm)                          | 16,9 | 15,7 | 20,3 | 27,7 | 75,2 | 109,8 | 125,3 | 109,8 | 80,3 | 34,8 | 18,0 | 10,5 | 644,3 |
| Regendagen (dag)                       | 1,3  | 1,3  | 2,5  | 4,2  | 8,7  | 10,4  | 13,7  | 12,0  | 10,4 | 5,6  | 3,3  | 2,0  | 75,4  |
| Relatieve luchtvochtigheid (%)         | 33   | 33   | 35   | 43   | 49   | 56    | 58    | 55    | 53   | 46   | 39   | 35   | 44,6  |
| Bron: Australian Bureau of Meteorology |      |      |      |      |      |       |       |       |      |      |      |      |       |

## Galerij

Gingin
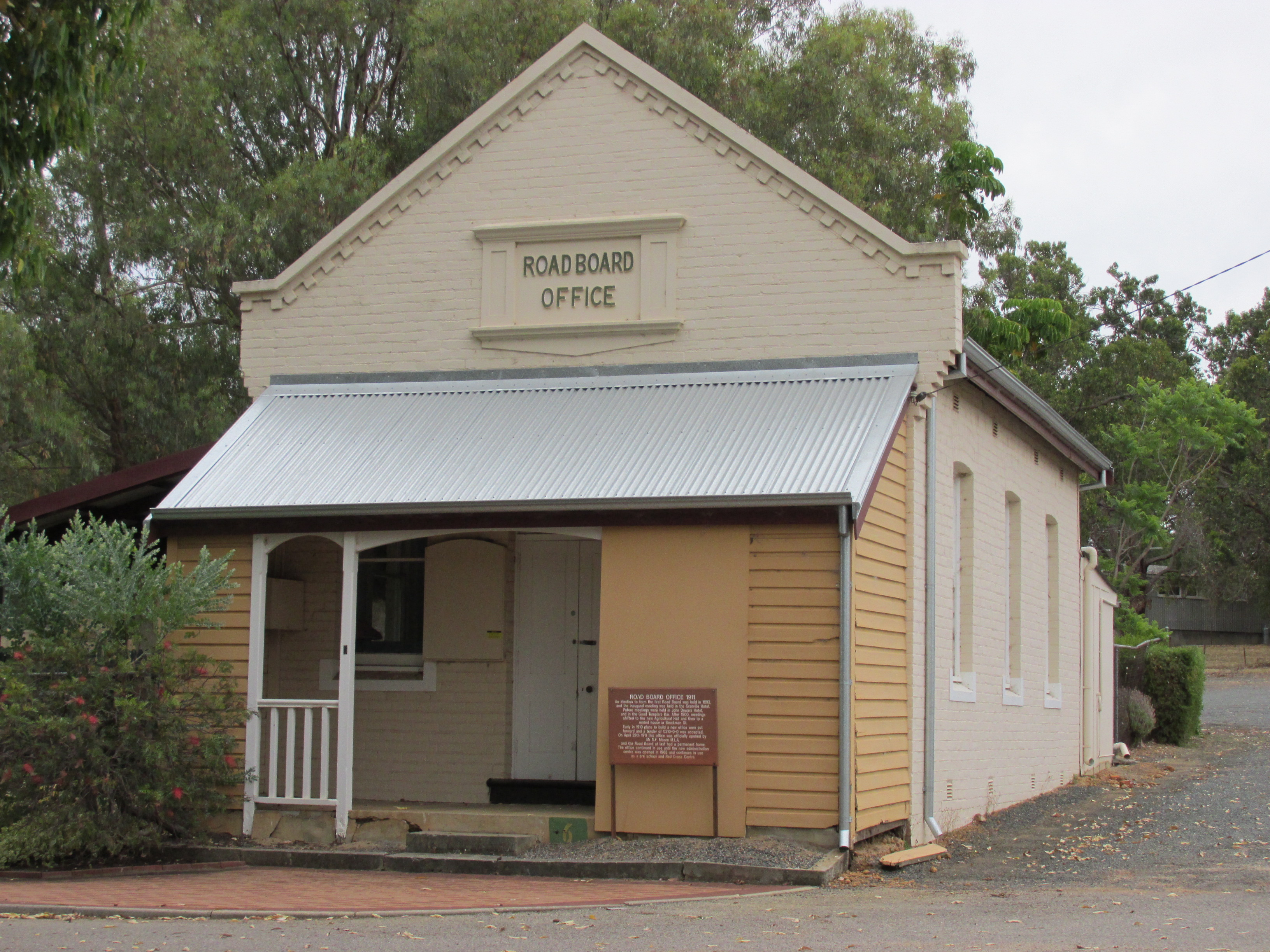
Road Board Office
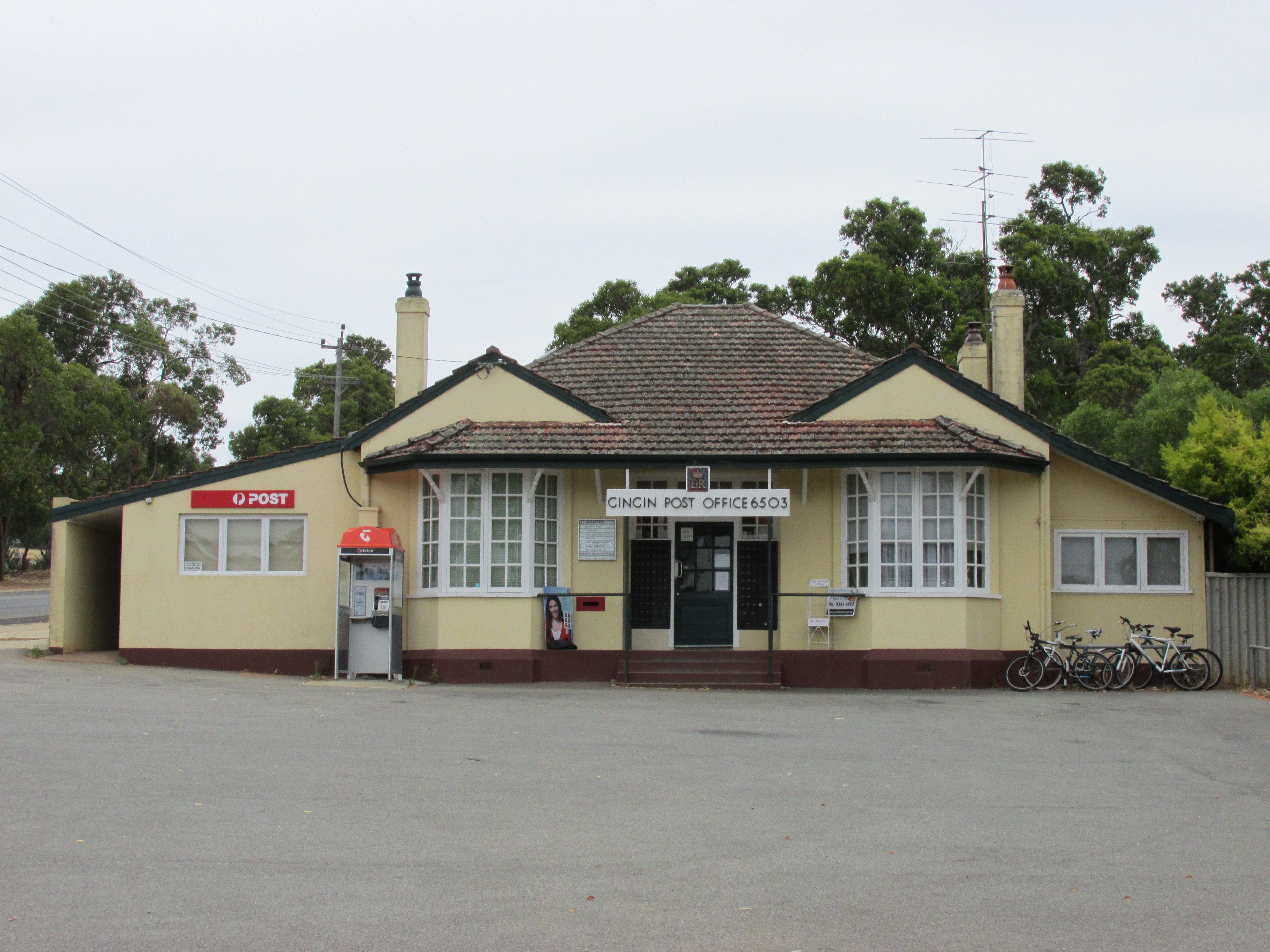
Postkantoor
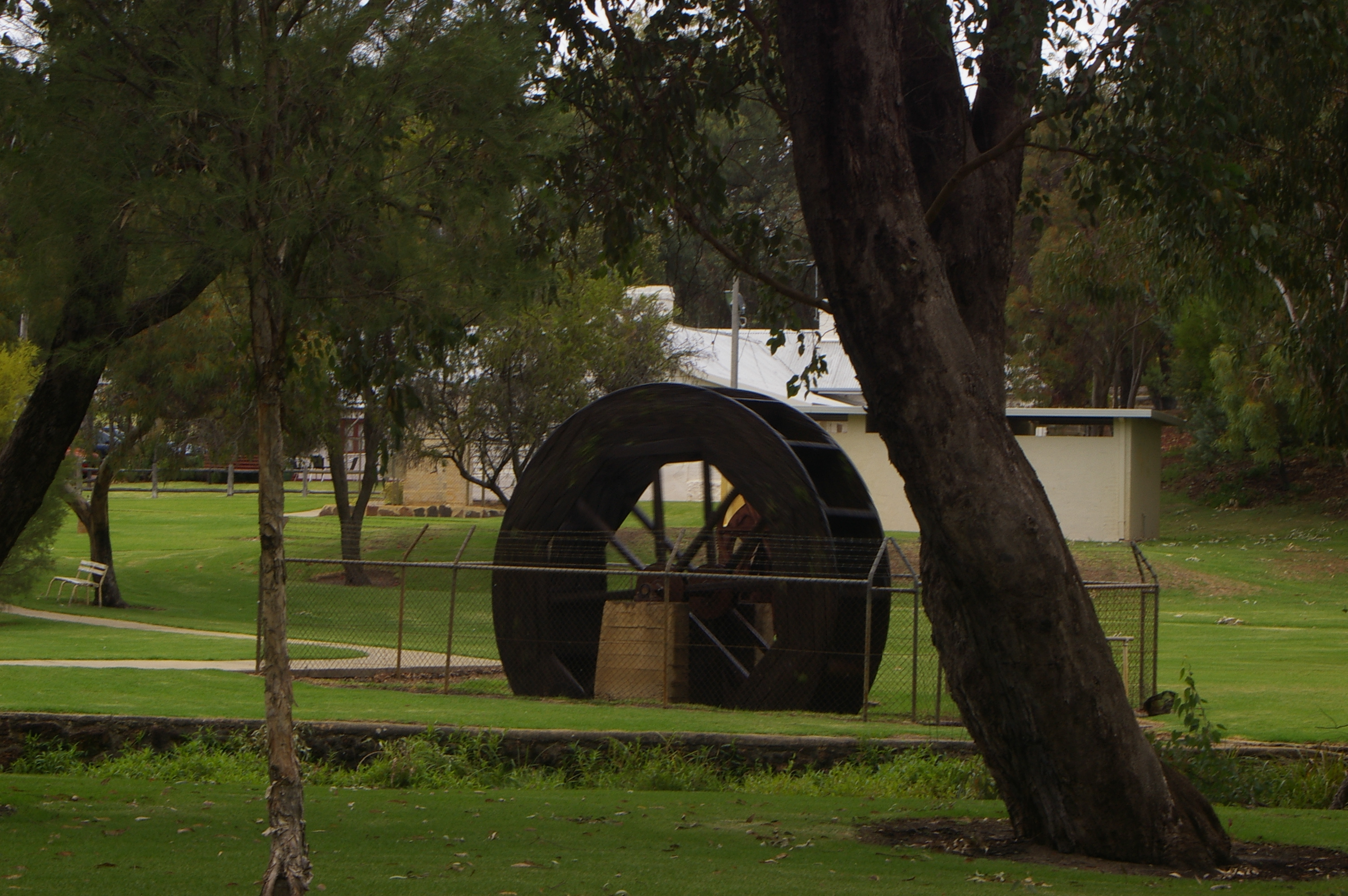
Waterrad Granvillepark
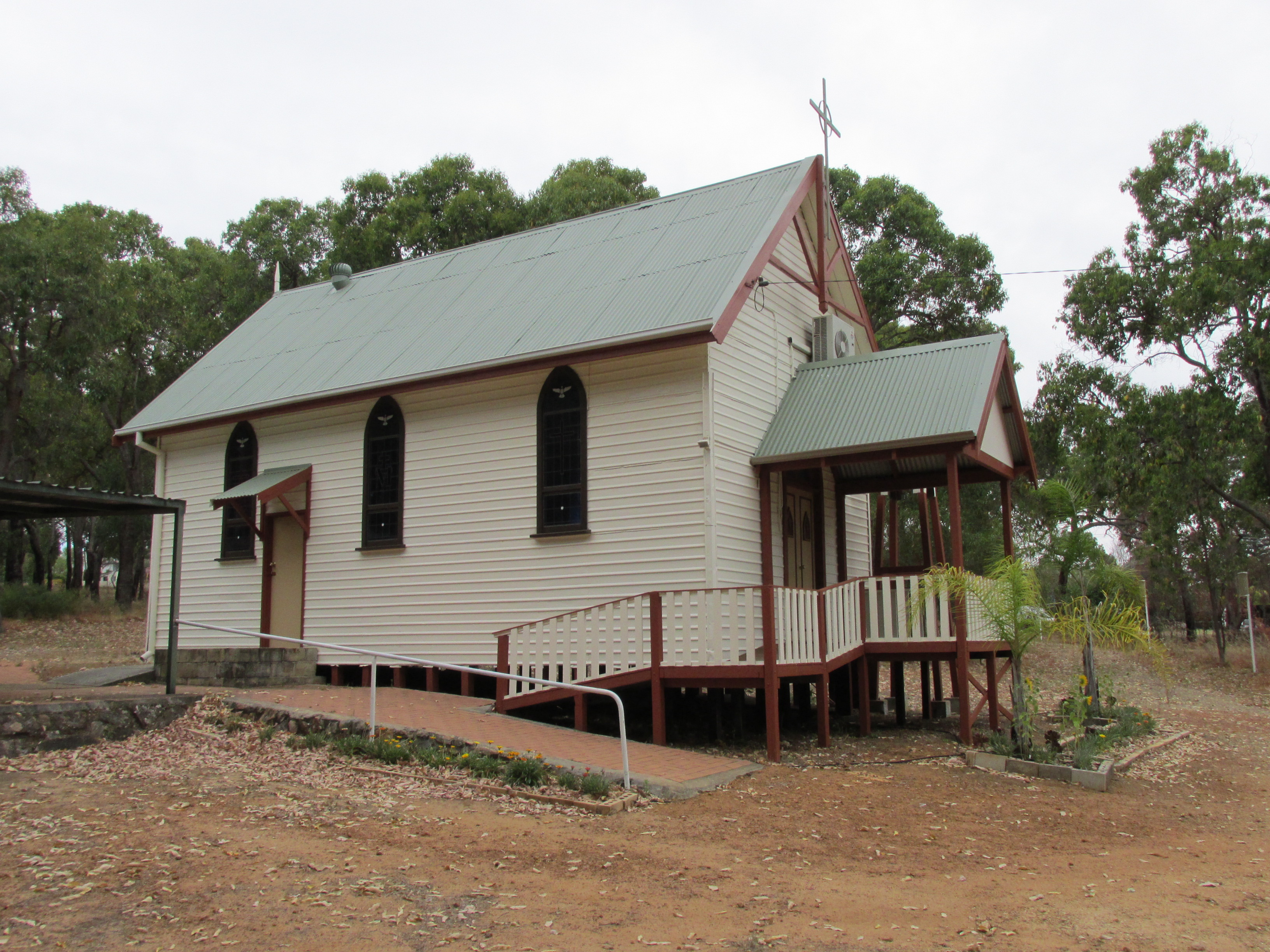
St Catherine Catholic Church
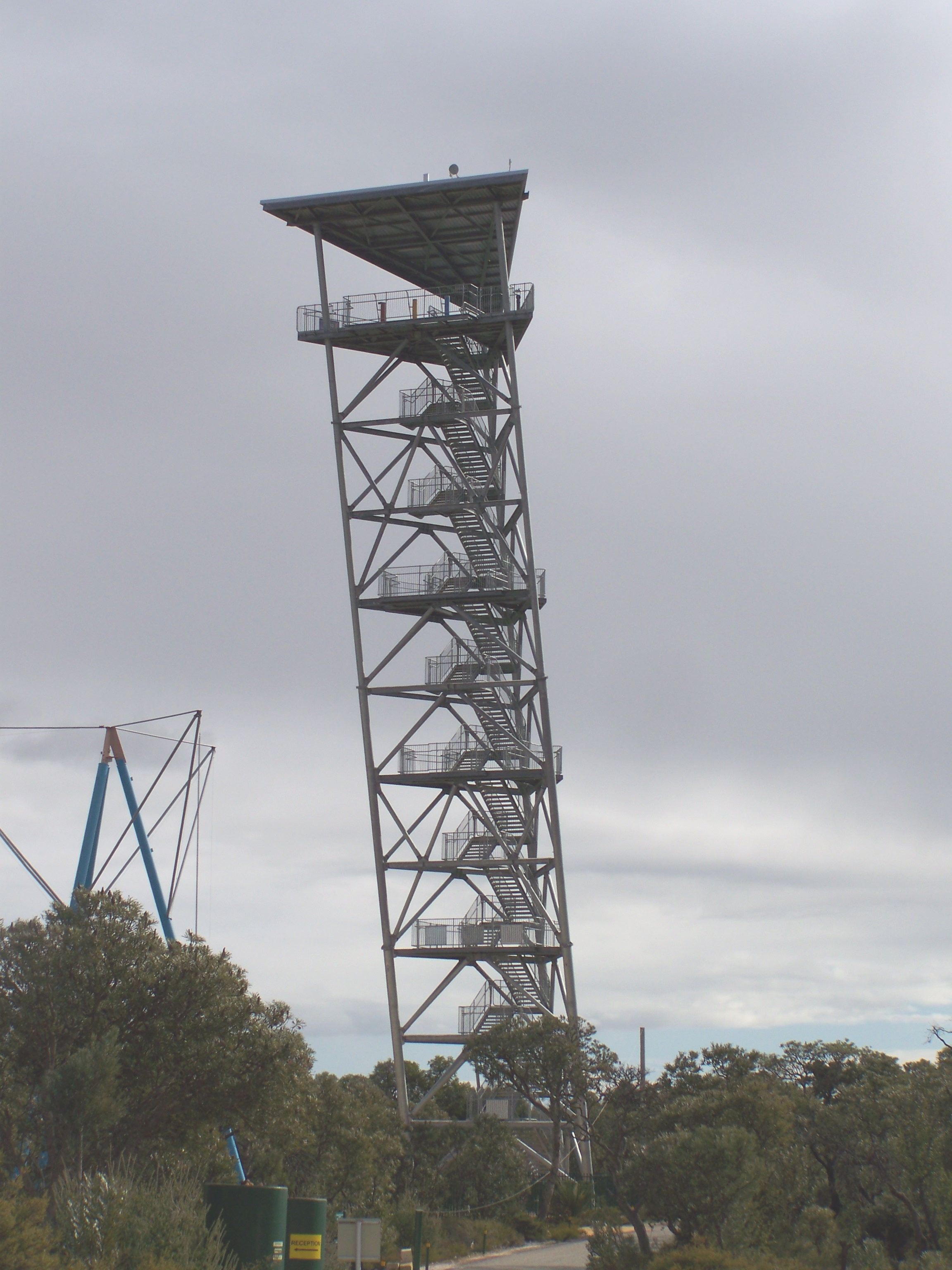
Gravity Discovery Centre

Aldersyde · Amery · Ardath · Arthur River · Baandee · Babakin · Badgingarra · Badjaling · Bailup · Bakers Hill · Balkuling · Ballaying · Ballidu · Beacon · Beenong · Beermullah · Bejoording · Belka · Bencubbin · Bendering · Benjaberring · Beverley · Bilbarin · Bindi Bindi · Bindoon · Bodallin · Bolgart · Bonnie Rock · Boolading · Booraan · Brookton · Bruce Rock · Bullaring · Bullfinch · Bulyee · Bungulla · Buntine · Burakin · Burracoppin · Cadoux · Calingiri · Campion · Caraban · Carrabin · Cataby · Cervantes · Chandler · Chittering · Clackline · Cold Harbour · Congelin · Coomberdale · Copley · Corrigin · Cowcowing · Crossman · Cuballing · Culbin · Cunderdin · Dalwallinu · Dandaragan · Dangin · Darkan · Dattening · Dongolocking · Doodlakine · Dowerin · Dudinin · Dumbleyung · Duranillin · Dwarda · Ejanding · Elabbin · Erikin · Gabbin · Gingin · Goomalling ·  Grass Valley · Greenhills · Guilderton · Gwambygine · Harrismith · Highbury · Hines Hill · Holt Rock · Hyden · Jelcobine · Jennacubbine · Jennapullin · Jitarning · Jurien Bay · Kalannie · Karlgarin · Kellerberrin · Kondinin · Kondut · Koojan · Koolyanobbing · Koorda · Korbel · Korrelocking · Kukerin · Kulin · Kulja · Kulyaling · Kunjin · Kununoppin · Kweda · Kwelkan · Kwolyin · Lancelin · Lake Brown · Lake Grace · Lake King · Ledge Point · Manmanning · Marvel Loch · Meckering · Meenaar · Merredin · Miling · Minnivale · Mogumber · Mokine · Moodiarrup · Mooliabeenee · Moora · Moorine Rock · Moorumbine · Moulyinning · Mount Hardey · Mount Kokeby · Mount Walker · Muchea · Mukinbudin · Muntadgin · Nalya · Nangeenan · Narembeen · Narrogin · New Norcia · Newdegate · Nilgen · Nokaning · North Bannister · Northam · Nukarni · Nungarin · Pantapin · Piawaning · Piesseville · Pingaring · Pingelly · Pithara · Popanyinning · Quairading · Quindanning · Regans Ford · Seabird · Shackleton · Southern Cross · Spencers Brook · Tammin · Tincurrin · Toodyay · Trayning · Varley · Wagin · Walebing · Walgoolan · Wandering · Wannamal · Watheroo · Welbungin · West Dale · West Toodyay · Westonia · Wialki · Wickepin · Wilbinga · Williams · Wongan Hills · Woodridge · Wubin · Wundowie · Wyalkatchem · Yealering · Yelbeni · Yellowdine · Yilliminning · Yerecoin · York · Yorkrakine · Yornaning · Yoting · Youndegin